# Франция на летней Универсиаде 1959
Франция на первой летней Универсиаде в Турине (Италия) заняла 5-е место в общекомандном медальном зачёте, завоевав 14 медалей (4 золотых, 2 серебряных, 8 бронзовых). Чемпионами Универсиады стали: Николь Гульё (лёгкая атлетика, женщины, бег на 800 метров), Франсуа Жоффре (теннис, мужчины, одиночный разряд), Ги Баррабино (фехтование, мужчины, рапира) и женская сборная по фехтованию на рапире.

## Медалисты

### Золото
| Золото |                                    |                                                    |
| №      | Спортсмены                         | Вид спорта (дисциплина)                            |
| 1      | Николь Гульё (Nicole Goullieux)    | Лёгкая атлетика (женщины, бег на 800 метров)       |
| 2      | Франсуа Жоффре (François Jauffret) | Теннис (мужчины, одиночный разряд)                 |
| 3      | Ги Баррабино (Guy Barrabino)       | Фехтование (мужчины, рапира)                       |
| 4      | Сборная Франции                    | Фехтование (женщины, рапира, командное первенство) |

### Серебро
| Серебро |                                                         |                                              |
| №       | Спортсмены                                              | Вид спорта (дисциплина)                      |
| 1       | Жан-Клод Пене (Jean-Claude Penez)                       | Лёгкая атлетика (мужчины, бег на 100 метров) |
| 2       | Жанин Льеффриг (Jeanine Lieffrig) / Шевалье (Chevalier) | Теннис (смешанный разряд)                    |

### Бронза
| Бронза |                                                          |                                                    |
| №      | Спортсмены                                               | Вид спорта (дисциплина)                            |
| 1      | Сборная Франции                                          | Лёгкая атлетика (мужчины, эстафета 4х100 метров)   |
| 2      | Али Бракши (Ali Brakchi)                                 | Лёгкая атлетика (мужчины, прыжки в длину)          |
| 3      | Бернар Баластр (Bernard Balastre)                        | Лёгкая атлетика (мужчины, прыжки с шестом)         |
| 4      | Катрин Капдевьель (Catherine Capdevielle)                | Лёгкая атлетика (женщины, бег на 100 метров)       |
| 5      | Шевалье (Chevalier) / Франсуа Жоффре (François Jauffret) | Теннис (мужчины, парный разряд)                    |
| 6      | Жан Раме (Jean Ramez)                                    | Фехтование (мужчины, сабля)                        |
| 7      | Сборная Франции                                          | Фехтование (мужчины, рапира, командное первенство) |
| 8      | Леру (Leroux)                                            | Фехтование (женщины, рапира)                       |